# Super Corridor Multimédia
Situé sur la côte ouest de la Péninsule malaise, le Super Corridor Multimédia (MSC) est un ensemble d'aménagements planifiés dans la province de Selangor au sud de Kuala Lumpur. Centré sur Putrajaya (la nouvelle capitale administrative) et la ville nouvelle de Cyberjaya, il comprend l'Aéroport international de Kuala Lumpur (KLIA) ouvert en 1998.
Sa construction a commencé en 1995, il est normalement prévu qu'elle soit finie en 2010, pour favoriser les NTIC, la recherche et l'accessibilité dans le pays tout en délestant l'agglomération de Kuala Lumpur.
Ce corridor s'est créé en parallèle à la Cité Superlinéaire, couloir qui relie Kuala Lumpur au port Kelang. Cette cité superlinéaire est un terme spécifique pour désigner l'expansion urbaine entre ces deux villes, elle n'est pas planifiée à la différence du Super Corridor Multimédia.